# Charles Ruff
Charles Frederick Carson Ruff (* 1. August 1939 in Cleveland, Ohio; † 19. November 2000 in Washington, D.C.) war ein US-amerikanischer Jurist und einer der Sonderermittler, die den Einbruch in den Watergate-Komplex untersuchten. 
Ruff gab seinen Beruf 1982 auf und wurde von der Anwaltskanzlei „Covington & Burling“ noch im selben Jahr angestellt. Zu seinen berühmtesten Klienten zählte der ehemalige Senator von Ohio, John Glenn. Von 1979 bis 1981 amtierte er als Bundesstaatsanwalt im District of Columbia. Er arbeitete auch unter anderem als Berater für den damaligen Washingtoner Bürgermeister Marion Barry und ab Januar 1997 als Rechtsberater des Weißen Hauses für Präsident Bill Clinton.
Mit seiner Familie sprach Charles Ruff nie über seine Arbeit. Seinen Kindern sagte er, sie könnten jeden Beruf ergreifen, den sie wollten – außer den des Anwalts.